# Храм Преображения Господня (Клинцы)
Храм Преображения Господня — деревянный православный храм в городе Клинцы Брянской области. Принадлежит Санкт-Петербургской и Тверской епархии Русской православной старообрядческой церкви. Здание храма является объектом культурного наследия и находится под охраной государства.

## История храма
К началу XX века в Клинцах находилось два храма старого обряда. В 1823 году по улице Пушкинской (ныне имени Пушкина) был возведён молельный дом, который позже переоборудовали в полноценную церковь в честь Преображения Господня. Её первым священослужителем был епископ Флавиан, Клинцовский и Новозыбковский — Фёдор Кузьмич Разуваев. 

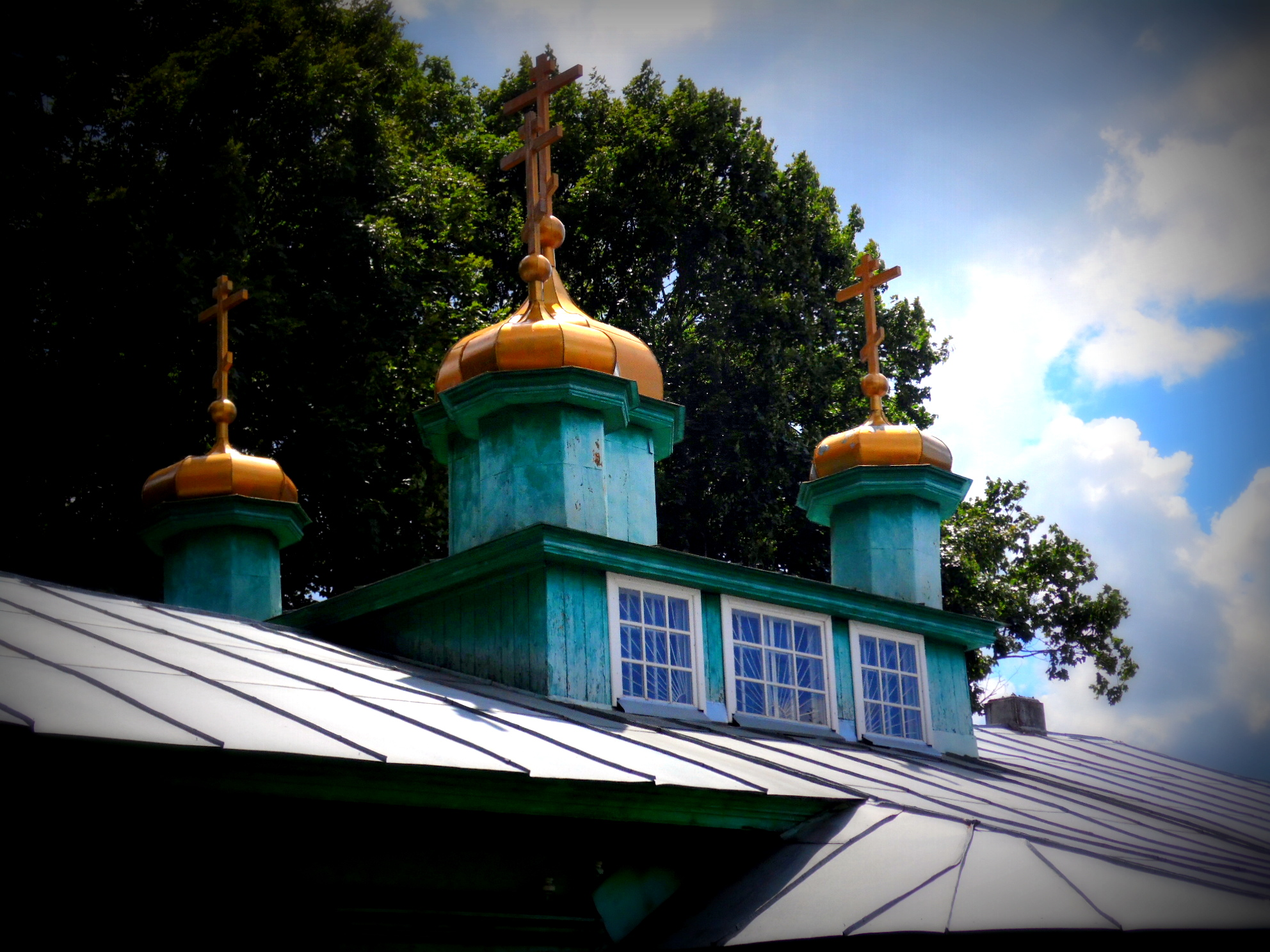
Купола

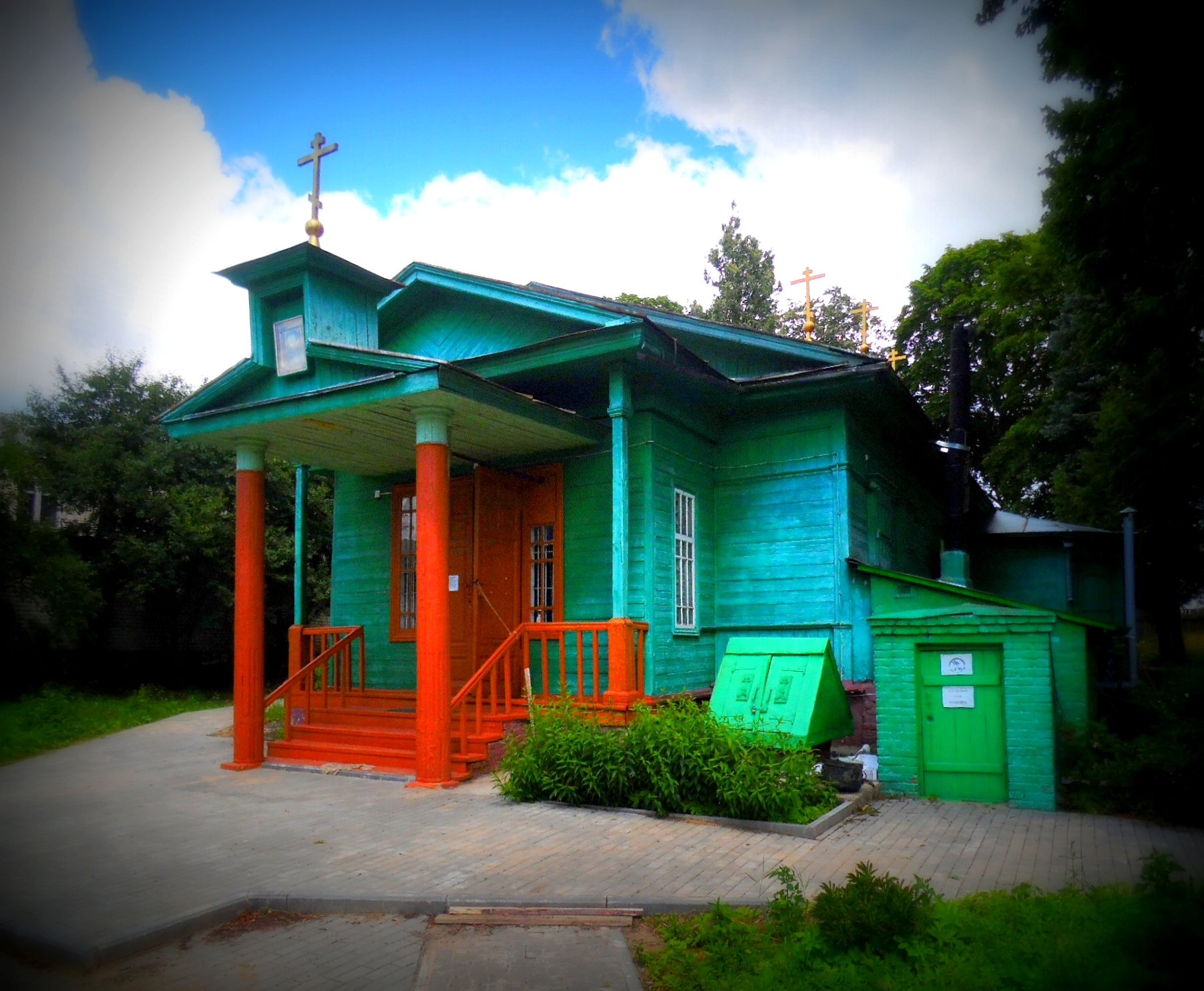
Крыльцо

Почти все церкви Клинцов, кроме Троицкого, в 1930-е годы были ликвидированы. Несколько лет здания стояли бесхозными, кресты были сняты. В Преображенской церкви был оборудован детский сад. Постепенно храмы подвергались разорению и уничтожению. 
После Великой Отечественной войны была создана Ржевско-Клинцовская епархия старообрядческой церкви с центром в Ржеве. Затем, в 2004 году территории бывших Калужско-Смоленской и Клинцовско-Новозыбковской епархий вошли во вновь образованную Санкт-Петербургскую и Тверскую епархию.
Митрополит Алимпий (Гусев) недолгое время жил в Клинцах, будучи наречённым в 1986 году в звание «епископа города Клинцы Брянской области». Чин этот был для него промежуточным перед принятием сана митрополита. До 1986 года клинцовской и новозыбковской епархией руководил епископ Анастасий (Кононов).

## Здание церкви
Деревянная старообрядческая церковь была построена в 1823 году и в 1876 году, скорее всего, была перестроена. Одноэтажное протяжённое здание на кирпичном фундаменте, рубленное "в лапу" и обшитое тёсом, имеющее четырёхскатную кровлю, по боковым сторонам с двумя пониженными пятигранными прирубами и крытым колонным западным крыльцом с пологим фронтоном не имеет выделенных объёмов алтаря и притвора. Строение увенчано невысокой прямоугольной световой надстройкой с пятиглавием и декорировано в духе позднего классицизма с элементами древнерусского зодчества.

## Современное состояние
В настоящее время церковь действует, здание отремонтировано и приведено в надлежащий вид, ведутся службы, проводятся экскурсии по маршруту "Клинцы старообрядческие". Изучается история старообрядчества. Инициативная группа выразила желание создать музей старообрядчества в Клинцах. 